# Palaemnema paulitaba
Palaemnema paulitaba är en trollsländeart som beskrevs av Philip Powell Calvert 1931. Palaemnema paulitaba ingår i släktet Palaemnema och familjen Platystictidae. IUCN kategoriserar arten globalt som livskraftig. Inga underarter finns listade i Catalogue of Life.